# Thule

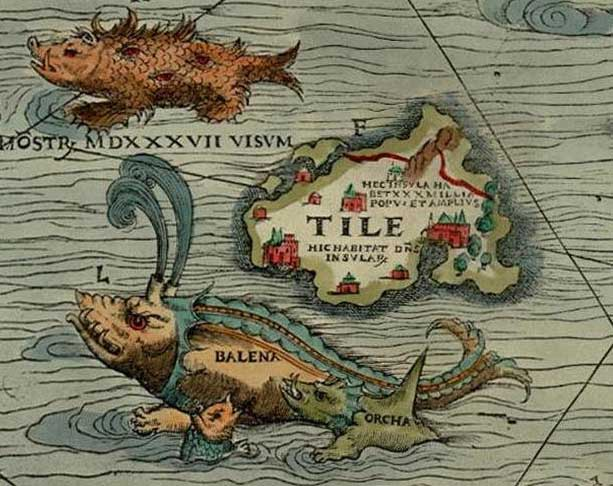
A ilha Thule como Tile na Carta marina de Olavo Magno, com um "monstro, avistado em 1537", uma baleia e uma orca ao lado

Thule (em grego medieval: Θούλη; também Thula, Thyle, Thile, Thila, Tile, Tila, Tilla, Tyle, ou Tylen) é, nas fontes clássicas, um lugar, geralmente uma ilha. Descrições e mapas de autores europeus da Antiguidade situam a ilha no extremo norte, muitas vezes na Europa Setentrional, sendo possivelmente as ilhas Órcades ou as ilhas Xetlândia, ou a Escandinávia, ou, nos idos da Idade Média e Renascença, a noroeste, frequentemente Islândia ou Groenlândia. Outra localização sugerida seria a Saaremaa, no Mar Báltico.
Na geografia medieval, Ultima Thule pode também denotar qualquer lugar distante localizado além das "bordas do mundo conhecido". Algumas pessoas fazem uso do Ultima Thule como o nome latino da Groenlândia, enquanto Thule é usado para a Islândia. Com respeito à pronunciação, a autora britânica Joanna Kavenna escreve que o nome vem sendo pronunciado mais frequentemente como Thoolay ao invés de Thool: "Os poetas rimam Thule (Thoolay) com truly (sinceramente, em inglês) e unruly (desobediente), mas parece que nunca com drool (bobagem)."